# Перше Семеново
Перше Семе́ново (рос. Первое Семёново, чув. Кӑшаркасси) — присілок у складі Цівільського району Чувашії, Росія. Входить до складу Риндинського сільського поселення.
Населення — 226 осіб (2010; 343 у 2002).
Національний склад:
- чуваші — 98 %

Стара назва — Семеново 1-е.